# Igor Šipić
Igor Šipić (Sinj, 30. srpnja 1950.), hrvatski pjesnik.

## Životopis
Igor Šipić je hrvatski znanstvenik, književnik i pjesnik, živi i djeluje u Splitu. Osnovnu školu pohađa u Trilju, I. razred gimnazije Dinka Šimunovića 1966. završava u Sinju, potom nastavlja školovanje na gimnaziji Ćire Gamulina u Splitu. Studij Makroekonomije završava na Fakultetu ekonomskih nauka u Zagrebu. Akademske stupnjeve magistra i doktora znanosti iz područja humanističkih znanosti, znanstveno polje povijest, znanstvena grana hrvatska i svjetska ranonovovjekovna povijest, stekao je na Sveučilištu u Zadru, obranivši teme Mediteran – suvremeni izraz europske povijesti te Srednjovjekovni mediteransko-jadranski plovidbeni putovi i topografija jadranskih svetišta.
Objavio je oko dvjesto bibliografskih znanstvenih i književnih jedinica. Uvršten je u Uvod u hrvatsku interdisciplinarnu povijest, te u Leksikon hrvatskog srednjovjekovlja. Disertacija pod naslovom Karta Leopardi. Vrhunac loretske historiografije, u recenziji akademika Franje Šanjeka, katalogizirana je kao veoma cijenjena u British Library u Londonu te u Bibliothèque Nationale Francois Mitterand / Tolbiac u Parizu. Magistarski rad pak naslovljen Mediteran. Povratak u utrobu uvršten je u obveznu i referentnu mediteranološku literaturu na hrvatskim sveučilišnim ustanovama. 
U književnosti se javlja poezijom, putopisima i književnim ogledima surađujući u stručnim časopisima za znanost, kulturu i književnost, tjednicima i drugim tiskovinama u Hrvatskoj i inozemstvu (Kolo, Nova Istra, Dubrovnik, Klasje naših ravni, Zadarska smotra, Motrišta, Osvit, Marulić, Nova prisutnost, Kaj, Hrvatski glasnik, Hrvatsko slovo, Hrvatska revija, Régionális Tanulmányok, Nacional...).
Poezija mu je prevođena na mađarskom i albanskom jeziku.
Kao urednik i recenzent potpisuje znanstvene monografije i radove, a uređivao je i vodio radijsku emisiju Pješčani sat (Radio Salona) intervjuirajući osobe iz kulturnog i znanstvenog života. Kao jedan od utemeljitelja te prvi ravnatelj Zaklade akademika Cvita Fiskovića u Orebićima, organizator je i sudionik međunarodnih i domaćih izložbi iz fundusa Pomorskog muzeja Orebić te znanstvenih skupova na temu povijesti hrvatskoga pomorstva. Sudjeluje na mnogim književnim susretima i predstavljanjima te znanstvenim međunarodnim i tuzemnim skupovima i svjetskim konferencijama. Gost predavač je na Sveučilištu Zapadne Mađarske te voditelj znanstvenog tima Instituta PannonIQm. Interdisciplinarnim pristupom u znanost uvodi novu metodu rekonstrukcije i topografske analize putem geometrije prostora ocijenjene originalnom u svjetskim okvirima. Pronalazač je astrognozijske primordijalne geometrijske matrice-obrasca zvjezdanog klastera Plejada, s reperkusijom na realni geografski prostor u polju urbano-religijske organizacije i impostacije. Potvrđuje Lorenzove postavke između determinizma i kaosa uvodeći prvi puta u znanost pojam trojanske eponimije što Hrvatsku stavlja u poziciju samog središta i direktora Europe. 
Nagrade i priznanja
- „Stjepan Kranjčić“ u žanru putopis (2013.)
- „Dubravko Horvatić“ za poeziju (2014.)
- „Franjo Horvat Kiš“ za putopis (2015., 2018. i 2023.)
- Finalist u kategoriji književna kritika, ZiN Daily (2018.)
- Nagradna povelja za putopis Kajkavskog spravišča i časopisa Kaj (2021. i 2022.)
- „Stjepan Kranjčić“ u žanru eseja (2022.)
- Nagrada Općine Lobor Loborsko srce, za književni putopis (2024.)

Član je Društva hrvatskih književnika i Kajkavskog spravišća.

## Djela

### Znanstvene knjige
- Mediteran. Povratak u utrobu (Prilog povijesti plovidbe), Split, 2007.
- Karta Leopardi. Vrhunac loretske historiografije, Split, 2012.
- Šipić, I. Bilosnić, T. M. Ahilej u virovima Vrtoloma, Zadar, 2012.
- Šipić, I. Bilosnić, T. M. Tajna Apolonova tronošca, Split, 2013.
- Značaj lokacije Bosanske piramide (Significance of The Bosnian Pyramid location), Split, 2013.
- Zašto bi mogla... Atlantida?, Split, 2014.
- Studije. Vlašići i mali narodi I.-II. (Studies. A Fiastyúk és a kip népek I.-II.), Soproni, 2018.
- Studije. Vlašići i mali narodi III. (Studies. A Fiastyúk és a kip népek III.), Soproni, 2020.